# The Expendables 3
The Expendables 3 er en amerikansk actionfilm fra 2014, instrueret af Patrick Hughes, efter en historie og manuskript af Sylvester Stallone, som også spiller hovedrollen. Det er efterfølgeren til The Expendables 2 (2012) 

## Handling
Lejesoldaterne The Expendables bliver sendt ud på en hemmelig mission, hvor de skal indfange en våbenhandler, der er ved at levere højteknologisk isenkram til de forkerte hænder. Han viser sig at være Conrad Stonebanks, som for mange år siden var med til at stifte The expendables. Barney Ross troede ellers at han havde dræbt Stonebanks. Ross fyre det gamle team, og samler nye og yngre teammedlemmer til at overvinde deres gamle fjende.

## Medvirkende
- Sylvester Stallone som Barney Ross
- Jason Statham som Lee Christmas
- Antonio Banderas som Galgo
- Jet Li som Yin Yang
- Wesley Snipes som Doc
- Dolph Lundgren som Gunnar Jensen
- Kelsey Grammer som Bonaparte
- Randy Couture som Toll Road
- Terry Crews som Hale Caesar
- Mel Gibson som Conrad Stonebanks
- Harrison Ford som Max Drummer
- Arnold Schwarzenegger som Trench Mauser
- Kellan Lutz som John Smilee
- Ronda Rousey som Luna
- Glen Powell som Thorn
- Victor Ortiz som Mars
- Robert Davi som Goran Vogner